# 索比斯
索比斯（法語：Saubusse，法語發音：[sobys]）是法国朗德省的一个市镇，属于达克斯区。

## 地理
索比斯（43°39'26"N, 1°11'12"W）面积10.53 平方千米，位于法国新阿基坦大区朗德省，该省份为法国西南部沿海省份，是法國本土面积第二大的省，北起吉倫特省，西临大西洋，南至大西洋比利牛斯省，东临热尔省，东北与洛特-加龍省接壤。
与索比斯接壤的市镇（或旧市镇、城区）包括：奥里斯特、里维耶尔-萨斯和古尔比、圣茹尔德马雷讷。

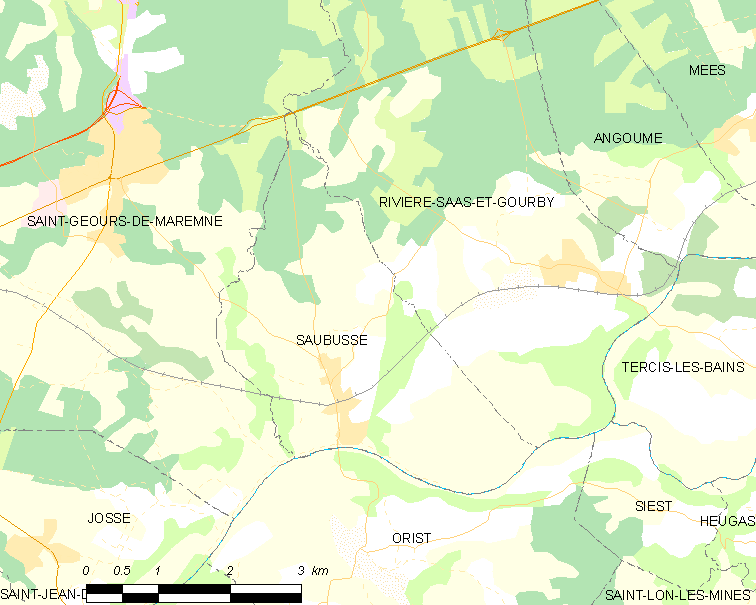
索比斯的OSM定位图

索比斯的时区为UTC+01:00、UTC+02:00（夏令时）。

## 行政
索比斯的邮政编码为40180，INSEE市镇编码为40293。

## 政治
索比斯所属的省级选区为马朗桑南县。

## 人口

1962-2008年间索比斯人口变化图示

索比斯于2022年1月1日时的人口数量为1099人。